# Troutbeck Site of Special Scientific Interest

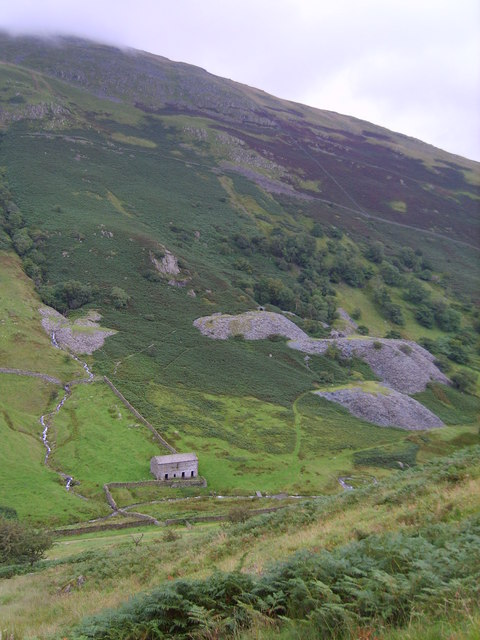
Blick in das Tal des Hagg Gill

Der Troutbeck Site of Special Scientific Interest ist ein besonders geschütztes Naturschutzgebiet innerhalb des Lake District, Cumbria, England. Der Site of Special Scientific Interest umfasst das Quellgebiet des Trout Beck bis an den Beginn des Hird Wood, den Bergrücken Troutbeck Tongue und den östlich davon gelegenen Hagg Gill.
Das Schutzgebiet umfasst 773,8 Hektar und wurde 1990 in dieser Form eingerichtet. Das Gebiet zeichnet sich durch seine Vegetation aus, die durch Farn- und Grasland gekennzeichnet ist, das sowohl regionaltypische wie auch seltene Arten in ungewöhnlich großer Vielzahl aufweist.